# Coffin Bayponny
Coffin Bayponnyn är en förvildad hästras som utvecklats i Australien. Coffin Bay-ponnyerna utvecklades ur 60 Timorponnyer som fördes från Indonesien till Australien med engelska nybyggare, där de sedan förädlades med större hästraser. Efter att först ha avlats fram kontrollerat i ett halvvilt tillstånd förvildades ponnyn när ingen gjorde anspråk på hjorden. Idag lever hjorden vilt i Coffin Bay National Park på halvön Eyre i South Australia. Coffin Bay-ponnyerna är mycket tuffa och härdiga och något ädlare än Australiens mer kända vildhäst brumbyn. Varje år auktioneras några ponnyer ut och dessa ponnyer är utmärkta, lätthanterliga och naturligt sunda och mycket väl lämpade som ridponnyer åt barn och även som körponny.

## Historia
1893 anlände den brittiska kaptenen och nybyggaren Hawson med sin familj i Happy Valley i Australien för att bosätta sig och föda upp hästar. Med sig hade de 60 Timorponnyer som kapten Hawson hade köpt av rajan av ön Timor i Indonesien. Ponnyerna skulle utgöra grunden i familjen Hawsons nygrundade stuteri för att avla fram ponnyer som redan var väl lämpade för det heta klimatet. 
Ponnyerna blev mycket välkända och Hawsons företag expanderade. Timorponnyerna flyttades på grund av detta till större betesmarker på Coffin Bay år 1847, där de avlades i ett halvvilt men ändå kontrollerat tillstånd på det nya stuteriet Coffin Bay Run. 1857 såldes dock Coffin Bay Run till W.R. Mortlock som istället för att satsa på de renrasiga Timorponnyerna, importerade in större hästar och ponnyer som skulle förädla de halvvilda Timorponnyerna och göra dem större. Han släppte in godkända avelshingstar av Welsh cob, Engelskt fullblod och Arabiskt fullblod i flocken. Mortlock avlade även upp Clydesdale och Hackneyhästar som kan ha haft inflytande på Coffin Bay-ponnyerna. Mortlock använde sig sedan av en liknande selektiv avel som Hawsons använt där oönskade ponnyer såldes av. Under början av 1860-talet var ponnyerna mycket populära och såldes oftast i matchande fyrspann för att användas som körhästar, men många ponnyer som såldes användes även till hästpolo och som kavallerihästar. 
Det skulle dröja ända fram till 1927 innan Mortlocks ättlingar sålde Coffin Bay Run till Martin Cash. Innan försäljningen hade skötseln av gården och hästflocken ignorerats, mycket tack vare att det inte längre var lika ekonomiskt att föda upp hästar i landet. Ponnyerna blev nu otämjda och förvildade och då de fick sköta aveln själva, växte de snabbt i antal och orsakade stora problem för gårdens nya ägare. Många av ponnyerna sköts till döds av ägarna för att få ner antalet. 1932 köptes Coffin Bay Run av familjen Morgan som genast såg ponnyns potential och startade upp försäljningen av hästarna istället för att skjuta dem. Ponnyerna blev åter igen populära då depressionen hade lett till att bensin och diesel blev för dyrt. Traktorerna som en gång hade ersatt hästarnas arbete på gårdarna var nu för dyra för att använda vilket gjorde ponnyer och hästar oumbärliga. Morganfamiljen samlade därför ihop en liten del av flocken, några gånger under året och sålde dem på marknaderna i Port Augusta.  
Efter andra världskrigets slut minskade dock efterfrågan på ponnyerna åter igen när ekonomin stabiliserades och mekaniseringen av samhället gjorde hästar överflödiga. Moss Morgan som ägde gården under den här tiden fick istället tämja och rida in Coffin Bay-ponnyerna och sälja dem som ridponnyer. 1972 hade gården tagits över av Geoff Morgan som i ett försök att rädda flocken gav gården till South Australia Government för att förvandla markerna till en nationalpark. Ponnyerna fick leva i parken, men redan 1980 hotades de med att förflyttas från parken av "Parks & Wildlife" som hade startat ett program för att få bort skadedjuren från halvön. Ponnyenrna räknades då som skadedjur. Samma år bildades därför den ideella föreningen "Coffin Bay Pony Society" som skulle arbeta fram en kompromiss för att låte hästarna stanna om de sköttes under mer kontrollerade former. 
Det dröjde dock ända fram till 1991 innan de båda parterna var överens. Ponnyerna hade då orsakat stor skada på markerna i nationalparken men man var överens om att rasen hade ett historiskt värde. Man tillät då att en mycket mindre flock, bestående av 20 ston, 1 hingst samt deras föl, skulle få leva kvar i parken. För att undvika att flocken växte i antal skulle man samla ihop hästarna en gång om året för att tämjas och auktioneras ut. Den största delen av vinsten skulle gå till "Park & Wildlife"-föreningen för skötseln av marken och resten av pengarna skulle användas av "Coffin Bay Pony Society" för att sköta ponnyerna. 
1999 hade "Park & Wildlife"-föreningen utarbetat en ny plan för området som skulle ha en ny vilt-zon som skulle fösa bort ponnyerna från deras naturliga betesmarker. 2003 blev planen godkänd av regeringen och man beordrade att flocken skulle flyttas. Föreningen för Coffin Bay-ponnyn började istället fokusera på att köpa loss den bit mark där Hawsons först hade avlat sina Timorponnyer och där Coffin Bay-ponnyerna först avlades fram. I februari 2004 blev köpet godkänt och 29 februari samma år flyttades hela flocken till sitt nya hem som kallades "Brumbies Run". Hästarna lever nu där med minimal kontakt från människor. En gång om året samlas de ihop och auktioneras ut som rid- och körponnyer.

## Egenskaper
Coffin Bay-ponnyerna blandas ofta ihop med Australiens mest berömda vildhästar, de vilda Brumbyhästarna som lever vilda flockar runt om i hela Australien. Men Coffin Bay-ponnyerna lever i ett inhägnat skyddat område och deras härstamning är mycket mer renrasig än brumbyn som utvecklades vilt, medan Coffin Bay-ponnyerna utvecklades i fångenskap för att sedan förvildas. Coffin Bay-ponnyerna finns även i två olika varianter. En liten mindre ridtyp och en något kraftigare typ som lmpar sig för både körning och ridning. Ponnyerna har en exterir som påminner mycket om Timorponnyn med en lätt kroppstyp, ädla drag och kortare ben. 
Coffin Bay-ponnyerna har alltid fötts upp i halvvilt och vilt tillstånd vilket har gjort dem sunda och härdiga. Ben och hovar är starka och tåliga. Tämjda ponnyer har ett mycket lätthanterligt och vänligt temperament. De vilda ponnyerna har även samma balanserade humör och är väldigt sällan aggressiva mot människor som kommer in i deras revir. Ponnyerna är uthålliga och har även visat sig vara relativt atletiska. 
Coffin Bay-ponnyerna kan variera i mankhöjd men är aldrig över 148 cm. De är främst bruna, svarta, fuxar, gråskimlar eller stickelhårig skimmel, men alla hela färger är tillåtna. Brutna färger som skäck eller tigrerad vittnar på inblandning av annat blod och är därför inte tillåtet. Vita tecken på ben eller ansikte är däremot inte helt ovanligt. 